# Hot Sauce Committee Part Two
Albums de Beastie Boys
The Mix-Up
(2007)
Singles
1. Lee Majors Come Again
Sortie : 2009
2. Too Many Rappers
Sortie : 21 juillet 2009
3. Make Some Noise
Sortie : 11 avril 2011
4. Don't Play No Game That I Can't Win
Sortie : 26 juillet 2011

Hot Sauce Committee Part Two est le huitième album studio des Beastie Boys, sorti le 27 avril 2011.
Initialement prévu pour 2009 puis pour septembre 2010, l'album a été repoussé à la suite du cancer d'Adam Yauch. Il est finalement sorti en avril 2011. Il s'agit d'un album avec des accompagnements vocaux, contrairement au précédent opus, The Mix-Up qui était un album instrumental.
Hot Sauce Committee Part Two s'est classé 1er au Top R&B/Hip-Hop Albums, au Top Digital Albums, au Top Rap Albums, au Top Rock Albums et 2e au Billboard 200.

## Liste des titres
| No  | Titre                                                        | Contient un (des) sample(s) de                                                     | Durée |
| --- | ------------------------------------------------------------ | ---------------------------------------------------------------------------------- | ----- |
| 1.  | Make Some Noise                                              | L'eggo My Eggo d'Eggo                                                              | 3:30  |
| 2.  | Nonstop Disco Powerpack                                      |                                                                                    | 4:09  |
| 3.  | OK                                                           |                                                                                    | 2:49  |
| 4.  | Too Many Rappers [New Reactionaries Version] (featuring Nas) |                                                                                    | 4:51  |
| 5.  | Say It                                                       |                                                                                    | 3:25  |
| 6.  | The Bill Harper Collection                                   |                                                                                    | 0:24  |
| 7.  | Don't Play No Game That I Can't Win (featuring Santigold)    | Subterranean Homesick Blues de Bob Dylan                                           | 4:11  |
| 8.  | Long Burn the Fire                                           |                                                                                    | 3:33  |
| 9.  | Funky Donkey                                                 | Subterranean Homesick Blues de Bob Dylan My Philosophy des Boogie Down Productions | 1:56  |
| 10. | The Larry Routine                                            |                                                                                    | 0:30  |
| 11. | Tadlock's Glasses                                            |                                                                                    | 2:19  |
| 12. | Lee Majors Come Again                                        |                                                                                    | 3:43  |
| 13. | Multilateral Nuclear Disarmament                             |                                                                                    | 2:54  |
| 14. | Here's a Little Something for Ya                             |                                                                                    | 3:08  |
| 15. | Crazy Ass Shit                                               |                                                                                    | 1:56  |
| 16. | The Lisa Lisa/Full Force Routine                             |                                                                                    | 0:49  |

| 17. | Pop Your Balloon                                                    | 3:00 |
| 18. | B-Boys in the Cut (contient The Larry Routine)                      | 2:33 |
| 19. | Make Some Noise (Passion Pit Remix) (pour les pré-commandes iTunes) | 3:11 |

| 17. | Make Some Noise (Cornelius Remix) | 3:01 |

## Crédits
- Mike D : chant, batterie
- Ad-Rock : chant, guitares
- MCA : voix, guitare basse, contrebasse
- Money Mark : clavier
- Mix Master Mike : platines
- Beastie Boys : producteurs, ingénieurs du son, direction artistique
- Philippe Zdar : mixage[14]

## Classements hebdomadaires
| Classement (2011)                   | Meilleure place |
| ----------------------------------- | --------------- |
| Allemagne (Media Control AG)        | 3               |
| Australie (ARIA)                    | 7               |
| Autriche (Ö3 Austria Top 40)        | 20              |
| Belgique (Flandre Ultratop)         | 3               |
| Belgique (Wallonie Ultratop)        | 13              |
| Canada (Canadian Albums Chart)      | 3               |
| Danemark (Tracklisten)              | 8               |
| Écosse (OCC)                        | 10              |
| États-Unis (Billboard 200)          | 2               |
| États-Unis (Top Rap Albums)         | 1               |
| États-Unis (Top Rock Albums)        | 1               |
| États-Unis (Top R&B/Hip-Hop Albums) | 1               |
| Finlande (Suomen virallinen lista)  | 29              |
| France (SNEP)                       | 26              |
| Irlande (IRMA)                      | 12              |
| Italie (FIMI)                       | 71              |
| Norvège (VG-lista)                  | 9               |
| Nouvelle-Zélande (RIANZ)            | 17              |
| Pays-Bas (Mega Album Top 100)       | 6               |
| Royaume-Uni (UK Albums Chart)       | 9               |
| Royaume-Uni (R&B Albums)            | 1               |
| Suisse (Schweizer Hitparade)        | 3               |